# ×Leydeum dutillyanum
Leydeum dutillyanum là một loài thực vật có hoa trong họ Hòa thảo. Loài này được (Lepage) Barkworth miêu tả khoa học lần đầu tiên năm 1998.